# Bordj Bou Naama
Bordj Bou Naama è un comune dell'Algeria, situato nella provincia di Tissemsilt.